# 佐竹義栄
佐竹 義栄（義榮、さたけ よしなが、1914年〈大正3年〉9月17日 - 1983年〈昭和58年〉12月6日）は、昭和期の華族。佐竹宗家35代当主。貴族院侯爵議員。位階は正五位。

## 生涯
華族・佐竹義春、兼子（九条道実長女）夫妻の長男として生まれる。1938年（昭和13年）、東北帝国大学法文学部（現・東北大学法学部、文学部、経済学部）を卒業。以後、保険院嘱託、企画院嘱託、技術院嘱託、技術院参技官を歴任。父の死去に伴い1944年（昭和19年）5月15日、侯爵を襲爵。同年9月17日、満30歳に達し貴族院侯爵議員に就任し、火曜会に所属して1947年（昭和22年）5月2日の貴族院廃止まで在任した。
戦後は、子どもの家理事（埼玉県）、秋田県育英会理事長を務めた。また、1947年（昭和22年）8月12日、昭和天皇が秋田県に戦後巡幸に訪れた際には、秋田市内の別邸「如斯亭」を行在所として提供した。
1983年12月6日、東京で死去した。遺言により、藩政期の居城であった久保田城跡（千秋公園）の土地約14.6haを秋田市へ寄贈した。

## 親族
- 妻 佐竹百合子（1917年生、徳川義親三女）[1]
- 長男 佐竹義忠（1939年生、1945年没）
- 養子 佐竹孝（1947年生、百合子の兄である大給義龍の次男）[1]
- 妹 鍋島則子（1916年生、鍋島直紹夫人）[1]
- 従兄弟 伊藤次郎左衛門（松坂屋創業家17代目当主、母は義栄の叔母・静子）